# Papiamenta
Genre
Papiamenta est un genre d'araignées aranéomorphes de la famille des Pholcidae.

## Distribution
Les espèces de ce genre sont endémiques des Antilles. Elles se rencontrent à Curaçao et à Bonaire.

## Liste des espèces
Selon World Spider Catalog (version 25.0, 23/03/2024) :
- Papiamenta bonay Huber, 2024
- Papiamenta levii (Gertsch, 1982)
- Papiamenta savonet Huber, 2000

## Systématique et taxinomie
Ce genre a été décrit par Huber en 2000 dans les Pholcidae.

## Publication originale
- Huber, 2000 : « New World pholcid spiders (Araneae: Pholcidae): A revision at generic level. » Bulletin of the American Museum of Natural History, no 254, p. 1-348 (texte intégral).